# Богојављенски манастир (Москва)
55° 45′ 21.1″ N 37° 37′ 23.6″ E / 55.755861° С; 37.623222° И
Богојављенски манастир (рус. Богоявленский монастырь, Bogoyavlensky monastyr) је најстарији мушки манастир у Москви, који се налази у Китај-городу, који је само један блок удаљен од Московског Кремља.
Према легенди, основао га је Данил Московски, први принц Москве, око 1296. године. Такође се верује да је један од монаха овог манастира био и митрополит Алексије Московски. Стефан, старији брат Сергеја Радоњешка, био је први званични игуман овог манастира.
Прва камена црква у манастиру Богојављенски основана је 1342. Године 1382. Токтамиш и његова хорда су опљачкали манастир. 1427. године манастир је доживео епидемију бубонске куге. Манастир је такође преживио бројне пожаре, а најважнији су били 1547, 1551, 1687 и 1737. године.
Богојављенски манастир је увек био под покровитељством великих кнежева и царева.
Василиј III Иванович, Иван Грозни, Борис Годунов, Ксенија Репнина и други, донирали су манастиру неке своје значајне имовине. У периоду од 1680. до 1687, Богојављенски манастир је био зграда школе браће Лихуд, која је касније била пребачена у Заиконоспаски манастир и трансформисала се у познату словачко-грчку-латинску академију.
Постојећа катедрала Богојављенског манастира је освештена 1696. године. Током 1690-их, изграђене су ћелије за монахе. 1739. године постављена је звоник. До 1744. године манастир је поседовао 216 сељачких кућица у којима је живело 1014 сељака.
Године 1764. конфискована је монашка некретнина. Од тада манастир је имао више од 17 монаха. Године 1788, Богојављенски манастир је проглашен за резиденцију викарског епископа московске бискупије. Крајем 18. века, зграде које се налазе у склопу манастира су изнајмљиване.
У периоду од 1905. до 1909. године изградили су доходни дом, или зграду са "канцеларијским простором" за изнајмљивање. До 1907. Богојављенски манастир је имао 14 монаха и 18 искушеника и поседовао 60 десијатина земље. Такође је примио накнаду од 1245 рубаља из државног трезора.
После Октобарске револуције, Богојављенски манастир је затворен. Године 1929. престали су да одржавају службе у у Богојављенској катедрали. Током педесетих година прошлог века, изграђена је пословна зграда на месту манастира. Катедрала, звоник, монашке ћелије и опатинска комора биле су једине зграде које су опстале. У мају 1991. Богојављенски манастир је обновљен и службено враћен Руској православној цркви.